# Xã Springfield, Quận LaGrange, Indiana
Xã Springfield (tiếng Anh: Springfield Township) là một xã thuộc quận LaGrange, tiểu bang Indiana, Hoa Kỳ. Năm 2010, dân số của xã này là 1.179 người.